# Venganza (serie de televisión)
Venganza es una serie de televisión colombiana, producida por Vista Productions en coproducción de Disney Media Networks Latin America, para RCN Televisión. Es una adaptación de la serie estadounidense Revenge de ABC. 
Esta protagonizada por Margarita Muñoz, junto a Emmanuel Esparza y Andrés Toro. cuenta con las actuaciones antagónicas de María Helena Doering y Javier Gómez. 
Con las actuaciones estelares de  Greeicy Rendón, Paulina Dávila, Jason Day y Lina Tejeiro.
Se destaca bastante por ser una de las pocas producciones que ha logrado reunir a uno de los mejores elencos de la televisión colombiana. 
La producción inició grabaciones en abril de 2015 y finalizó en marzo de 2016, se estrenó el 6 de maro de 2017.

## Sinopsis
Un atentado terrorista pone en peligro a Ramón Piedrahíta y su firma, encargada de lavar el dinero de "El Cartel". Ante esta situación, se ve obligado a escoger un chivo expiatorio entre sus empleados y descubre que su esposa Victoria le es infiel con David Santana, ejecutivo en su firma. Ramón, para vengarse compra el silencio de muchos de sus allegados y David es traicionado por las personas en quienes más confiaba, incluyendo a su amada Victoria. David es condenado injustamente a 45 años de prisión y es asesinado en la cárcel. 
Así comienza la historia de Amanda Santana, hija de David Santana, un hombre que fue traicionado por Ramón y Victoria Piedrahíta, y culpado de haber sido el responsable de un atentado terrorista a un avión comercial. Este hecho destruyó la vida de Amanda; fue separada de su padre y obligada a creer que era hija de un asesino. Cuando Amanda cumplió 18 años, descubrió la verdad sobre lo que sucedió; las revelaciones de los diarios de David Santana son el detonante del odio y la ira que mueven a Amanda a querer destruir las vidas de cada una de las personas que traicionaron a su padre. Para ello construye su nueva identidad, y ahora, con la identidad de Emilia Rivera, hará que todos los que estuvieron involucrados en la traición de su padre paguen las consecuencias de sus actos.

## Elenco[2]

### Personajes Principales
- Margarita Muñoz - Amanda Santana / Emilia Rivera
- Emmanuel Esparza - César Riaño
- María Helena Doering - Victoria Suárez de Piedrahíta
- Andrés Toro - Adrián Lozano
- Javier Gómez - Ramón Piedrahíta
- Greeicy Rendón - Gabriela Piedrahíta
- Jason Day - Daniel Piedrahíta
- Paulina Dávila - Emilia Rivera / Amanda Santana
- Jacques Toukhmanian - Martín Lanz
- Guillermo Blanco - Sergio Lozano
- Lina Tejeiro - Claudia Bustillo
- Ricardo Vélez - David Santana

### Actuaciones Especiales
- Sebastián Eslava - Enrique "Kike" Castaño
- Anabell Rivero - Lina Duarte
- Patrick Delmas - Helmut Gross
- Kristina Lilley - Rosaura Castillo
- Manuel Navarro - Ignacio Villar
- Silvia de Dios - Cristina Ochoa
- Rolando Tarajano - Wilson Nuñez
- Susana Rojas - Laura López
- Fabio Rubiano - Ernesto Araméndis
- Ana Wills - Mónica Salinas
- Julio Medina - Eduardo Piedrahíta
- Germán Quintero - Senador Tomás Russi
- Aída Morales - Doctora Ángela Romero
- Luis Fernando Bohórquez - Vicente Salinas
- Ana María Kamper - Irene Mayer
- Diego Trujillo - Diego Posada
- Cristina Campuzano - Abogada Marcela Noreña
- Santiago Bejarano - Abogado Tulio Ocampo
- Víctor Hugo Ruiz - Gerardo Vélez
- Marcela Gallego - Patricia de Vélez
- Natalia Ramírez - Paula Urrea
- Astrid Junguito - Rocío, madre de cesar
- Guillermo Olarte - Roberto Ramírez
- Gastón Velandia- Bedoya

### Recurrentes y Secundarios
- Mariana Hernández - Amanda Santana (Niña)
- Franártur Duque - Gael (joven ejecutivo)[3]
- Rafael Leal - Jairo Castro
- Tiberio Cruz - Marlon Castro
- Susana Posada - Clara Gross
- Luis Felipe Cortés - Elías Forero
- Charly Castaño - Felipe Suárez
- Jose Lombana - Marco Fachini
- Juan Carlos Serrano
- Marcela Bustamante - Diana de Russi
- Jarol Fonseca - Gustavo Morales
- Alejandro Estrada
- Gabriel Ochoa - Doctor Barbosa
- Angie Rojas - Gina Díaz
- Didier van der Hove - Sebastián Arboleda
- Jorge Reyes - Rubén Guzmán
- Bárbara Perea - Soledad
- Luigi Aycardi - Salvador Almeida
- Marcela Agudelo - Cecilia Peláez
- Walter Luengas - Abogado Benjamín Gaona
- Santiago Soto - Manuel Duarte
- Víctor Hugo Morant - Ulises
- Juana Arboleda
- Conrado Osorio - Agente Fabián Ordóñez
- Bebsabé Duque - Viviana Tabares
- Camilo Bahamón - Nicolás
- Julián Farietta - Felipe
- Alejandro Otero - Lázaro
- Jery Sandoval - Lucero Suárez
- Manuel Prieto - Pedro
- Juan Pablo Obregon - Escolta de Tomás Russi
- Camilo Trujillo - Boris
- Juan Calderón -  Detective privado Troncoso
- Nanis Ochoa
- Rafa Taibo

## Premios y nominaciones
| Premios y fecha de ceremonia                      | Categoría                             | Nominado(s)          | Resultado |
| ------------------------------------------------- | ------------------------------------- | -------------------- | --------- |
| Premios TVyNovelas (Colombia) (XXVI edición) 2017 | Mejor actriz protagónica de serie     | Margarita Muñoz      | Nominada  |
| Premios TVyNovelas (Colombia) (XXVI edición) 2017 | Mejor actriz antagónica de serie      | María Helena Doering | Ganadora  |
| Premios TVyNovelas (Colombia) (XXVI edición) 2017 | Mejor actor antagónico de serie       | Javier Gómez         | Nominado  |
| Premios TVyNovelas (Colombia) (XXVI edición) 2017 | Mejor actriz de reparto de telenovela | Lina Tejeiro         | Ganadora  |
| Premios TVyNovelas (Colombia) (XXVI edición) 2017 | Mejor actor de reparto de serie       | Emmanuel Esparza     | Nominado  |
| Premios TVyNovelas (Colombia) (XXVI edición) 2017 | Mejor actor de reparto de serie       | Jacques Toukhmanian  | Nominado  |
| Premios India Catalina (XXXIV edición) 2018       |                                       |                      |           |
| Mejor actriz antagónica de telenovela o serie     | María Helena Doering                  | Nominada             |           |
| Mejor edición de telenovela o serie               | Marcela Vásquez                       | Nominada             |           |

## Curiosidades
- Argentina fue el primer país en transmitir la novela, donde la nombraron «Revancha».